# Thüringer Energie Team/Saison 2009
Diese Liste beschreibt die Mannschaft und die Erfolge des Radsportteams Thüringer Energie Team in der Saison 2009.

## Saison 2009

### Erfolge 2009
| Datum         | Rennen                                                  | Kat. | Fahrer                 |
| ------------- | ------------------------------------------------------- | ---- | ---------------------- |
| 10. Mai       | 4. Etappe Tour du Haut Anjou                            | 2.2U | Marcel Kittel          |
| 17. Mai       | Bundesliga U23                                          | -    | John Degenkolb         |
| 21. Mai       | 1. Etappe Flèche du Sud                                 | 2.2  | Marcel Kittel          |
| 23. Mai       | 3. Etappe Flèche du Sud                                 | 2.2  | Marcel Kittel          |
| 12. Juni      | 6. Etappe Internationale Thüringen Rundfahrt            | 2.2U | Marcel Kittel          |
| 21. Juni      | 2. Etappe Mainfranken-Tour                              | 2.2U | Sebastian May          |
| 19.–21. Juni  | Gesamtwertung Mainfranken-Tour                          | 2.2U | Sebastian May          |
| 26. Juni      | Deutsche Meisterschaft – Einzelzeitfahren (U23)         | CN   | Patrick Gretsch        |
| 2. Juli       | Europameisterschaft Straße – Einzelzeitfahren U23       | CC   | Marcel Kittel          |
| 8.–12. Juli   | Deutsche Bahnrad Meisterschaft – 4000 m Einerverfolgung | CN   | Patrick Gretsch        |
| 3.–4. Oktober | Bundesliga U23 Gesamt-Teamwertung                       | -    | Thüringer Energie Team |

### Mannschaft
| Teamkader 2009  | Teamkader 2009    | Teamkader 2009                  | Teamkader 2009  |
| Name            | Geburtsdatum      | Land                            | Vorheriges Team |
| --------------- | ----------------- | ------------------------------- | --------------- |
| Marcel Barth    | 22. Mai 1986      | Deutschland                     |                 |
| Bastian Bürgel  | 27. Januar 1990   | Deutschland                     |                 |
| John Degenkolb  | 7. Januar 1989    | Deutschland                     |                 |
| Patrick Gretsch | 7. April 1987     | Deutschland                     |                 |
| Marcel Kittel   | 11. Mai 1988      | Deutschland                     |                 |
| Philipp Klein   | 24. April 1988    | Deutschland                     |                 |
| Maximilian May  | 6. Oktober 1988   | Deutschland                     |                 |
| Sebastian May   | 6. Oktober 1988   | Deutschland                     |                 |
| Lucas Schädlich | 25. November 1988 | Deutsche Demokratische Republik |                 |
| Florian Harbig  | 7. Juli 1989      | Deutsche Demokratische Republik |                 |
| Karsten Hess    | 25. August 1987   | Deutsche Demokratische Republik |                 |
|                 |                   |                                 |                 |
| Quelle: UCI     |                   |                                 |                 |

Anmerkung: Marcel Barth
Anmerkung: Bastian Bürgel